# Франсиско, Мануэль
Мануэль (Мэнни) Франсиско (англ. Manuel Francisco; ок. 1934 — 2020) — южноафриканский профессиональный игрок в снукер.

## Биография и карьера
Родился в спортивной семье — его брат Сильвиньо, а позже и племянник Питер тоже играли в снукер.
В статусе любителя шесть раз выигрывал чемпионат ЮАР по снукеру среди любителей (1959, 1964—1966, 1971 и 1975 годы). В 1972 году вышел в финал чемпионата мира по снукеру среди любителей, где проиграл со счётом 10:11 Рэю Эдмондсу.
Профессионал с 1986 года. Карьера профессионального игрока длилась 6 лет. Наивысшее достижение — 1/4 финала Limosin International 1979.
22 декабря 1965 года в показательном матче с Мануэлем Франсиско в Кейп-Тауне Рекс Уильямс сделал свой единственный максимальный брейк.